# Sergio Idelsohn
Sergio Rodolfo Idelsohn (n.  Paraná) es un científico argentino especializado en el área de la Mecánica Computacional, en particular en aplicaciones del método de los elementos finitos en el área de la conducción de calor y la mecánica de fluidos. En los últimos tiempos se ha orientado al desarrollo de métodos de partículas a problemas de mecánica de fluidos con superficie libre, mezclado de fluidos e interacción fluido estructura.

## Biografía
Nació en la ciudad de Paraná y se recibió de Ingeniero Mecánico en la Universidad Nacional de Rosario (UNR) en 1970. Obtuvo el título de Doctor en Ingeniería en la Universidad de Lieja, Bélgica en 1974.
Se ha desempeñado como Profesor Titular de la UNR desde 1989, Investigador Científico del CONICET desde 1981, llegando a la categoría máxima de Investigador Superior. Ha sido Director del Centro Regional de Investigación y Desarrollo de Santa Fe (CERIDE) (1985-1987 y 2003-2006). Fue Profesor Invitado en el Instituto de Estudios Avanzados de Princeton, en Princeton, EUA; en la Universidad de París VI Pierre et Marie Curie, (París, Francia) y en la Universidad Politécnica de Cataluña, (Barcelona, España). Ha sido presidente de la Asociación Argentina de Mecánica Computacional desde 1985 hasta 2005 y Director del Centro Internacional de Métodos Computacionales en Ingeniería desde su fundación en 1981.
Actualmente es investigador de la  Institució Catalana de Recerca i Estudis Avançats (ICREA), con lugar de trabajo en el Centro Internacional de Métodos Numéricos en Ingeniería (CIMNE), Barcelona, España.
En el año 1987 recibió el Premio Houssay otorgado a los mejores trabajos de investigación científica realizados en la Argentina.
Lleva editadas más de 90 publicaciones científicas en revistas internacionales y es autor de varios artículos en libros, entre otros, el capítulo 9 de Implicit finite element methods (1984) y los capítulos 1, 2, 3, 10, 11 y 12 de Mecánica computacional (Centro Editor, 1985). En el año 1993 recibió el Premio Konex en el área Ingeniería Industrial, Química y Electromecánica. En 2007 recibió el premio Scopus otorgado por la editorial Elsevier basado en el número de citas bibliográficas que han tenido sus trabajos.
En 2009 recibió el premio de la Sociedad Española de Métodos Numéricos en Ingeniería (SEMNI) en reconocimiento a su trayectoria internacional en el mundo de habla hispana.
En febrero de 2010 el Consejo Europeo de Investigación le otorgó una beca de 2,5 millones de euros para desarrollar sistemas de simulación informática para realizar cálculos en tiempo real.
En 2010 el diario El Litoral (Santa Fe, Argentina) lo declaró "Personalidad del Año 2010."
An 2016 recibió el Premio Mecánica Computacional (The IACM Award Computational Mechanics) por parte de la International Association for Computational Mechanics, la máxima organización internacional en la disciplina. 